# Hiroki Mawatari
Hiroki Mawatari (馬渡 洋樹 Mawatari Hiroki?), född 16 augusti 1994 i Fukuoka prefektur, är en japansk fotbollsspelare.
Mawatari började sin karriär 2017 i Ehime FC. 2019 flyttade han till Kawasaki Frontale.